# Mezinárodní olympiáda v informatice
Mezinárodní olympiáda v informatice (anglicky International Olympiad in Informatics, zkratkou IOI) je každoročně pořádaná programovací soutěž pro studenty středních škol.
Klade se v ní důraz na algoritmizační úlohy, řešení účastníků jsou ihned automaticky vyhodnocována na předem připravených testovacích datech. Každá země vysílá až čtyři studenty, kteří jsou zpravidla vybráni v národních kolech informatických soutěží: v případě České republiky je to Matematická olympiáda (kategorie P).